# Phyllomys unicolor
Phyllomys unicolor, též „Wagnerova myš“, je asi 30 cm velký stromový hlodavec. Tuto myš poprvé nalezl, popsal a pojmenoval německý vědec Andreas Wagner. Stalo se tak v roce 1824. Jediný známý exemplář se vyskytuje v muzeu v Senckenburgu v Německu.
Phyllomys unicolor se vyskytuje v deštných pralesích Brazílie. Tento druh je však již od roku 1950 na seznamu ohrožených druhů s poznámkou, že pravděpodobně vyhynul.

## Současnost
V Brazilském státě Bahia byl nalezen v roce 2007 v pasti na zvířata mrtvý exemplář tohoto živočicha.